# خونیک (درمیان، دو)
خونیک تجن روستایی در دهستان پیش کوه بخش مرکزی شهرستان قاینات استان خراسان جنوبی ایران است. بر پایه سرشماری عمومی نفوس و مسکن در سال ۱۳۹۰ جمعیت این روستا 206نفر (در 45خانوار) بوده‌است.